# Prospero Orsi
Pour les articles homonymes, voir Prospero et Orsi.
Prospero Orsi ou encore Prosperino delle Grottesche est un peintre italien né à Rome vers 1560 et mort après 1620.

## Biographie
Ami du Cavalier d'Arpin et de Caravage à partir de 1594, c'est Prospero Orsi qui présenta ce dernier à de riches collectionneurs.

## Œuvres
- participation à la décoration du Sanctuaire della Scala Santa, piazza di San Giovanni in Laterano, Rome, 1586-1589.
- participation à la décoration de la Cathédrale dei Santi Giovanni Battista ed Evangelista in Laterano, Rome.
- Grotesques, Palazzo Locatelli, Assise.

Clovis Whitfield lui attribue les deux tableaux de la collection de Philippe de Béthune, que celui-ci (dans son inventaire avant mariage en 1608) considérait comme des « originaux » de Caravage lui-même, et qui sont exposés à Loches (Galerie Antonine). Ces deux tableaux sont des copies de la Cène à Emmaüs exposé à la National Gallery de Londres, et de l'Incrédulité de Saint Thomas, exposé au Musée de Berlin.